# بلا ابزوگ
بلا ساویتسکی ابزوگ (انگلیسی: Bella Abzug؛ ۲۴ ژوئیه ۱۹۲۰ – ۳۱ مارس ۱۹۹۸) یک وکیل آمریکایی، نماینده مجلس، فعال اجتماعی و فمینیست بود. در سال ۱۹۷۱ ابزوگ به همراه گلوریا استاینم و بتی فریدان سازمان ملی سیاسی زنان را تأسیس کرد. او گفت "جای یک زن در خانه است، در خانه نمایندگان (مجلس)".

## زندگی اولیه
بلا ساویتسکی در ۲۴ ژوئیه ۱۹۲۰ در نیویورک متولد شد. والدین وی، هردو، از یهودیان روسی بودند که به ایالات متحده مهاجرت کرده بودند. مادر او استر، خانه‌دار بود و پدر او امانوئل در قصابی کار می‌کرد.
وقتی پدر او در سن ۱۳ سالگی از دنیا رفت، بلا در کنیسه قصد داشت که دعای کدیش را بخواند؛ ولیکن خاخامها به او گفتند که کنیسه آنها به زنان اجازه خوانده کدیش را نمی‌دهد. ابزوگ به کالج هانتر در دانشگاه سیتی شهر نیویورک رفت و سپس از دانشگاه کلمبیا مدرک وکالت دریافت کرد.

## وکالت
ابزوگ در سال ۱۹۴۷ به وکالت روی آورد. در این زمان تعداد کمی از زنان به وکالت اشتغال داشتند. او برای اینکه با منشیها اشتباه نشود کلاه‌های بزرگی به سر می‌کرد که بعدها نشانه ثابت او شد.
ابزوگ طرفدار تمامی دیدگاه‌های لیبرال بود. او یکی از اولین کسانی بود که طرفدار حقوق همجنسگرایان شد. ابزوگ طرفدار جنبش صهیونیسم نیز بود. او در جوانی عضو جنبش جوانان صهیونیست به نام هاشومر هاتزایر بود. او در سال ۱۹۷۵ تلاش کرد که جلوی اینکه سازمان ملل صهیونیسم را به عنوانی نوعی از نژادپرستی بداند بگیرد.

## سالهای پایانی
بعد از اینکه ابزوگ از کنگره رفت دیگر نتوانست دوباره به آن وارد شود؛ ولیکن او در عرصه اجتماعی معروف باقی ماند. از این زمان او بیشتر به فعالیتهای فمینیستی پرداخت و دو کتاب به نامهای خانم ابزوگ به واشینگتن می‌رود و فاصله جنسی پرداخت. ابزوگ تقریباً تمامی دهه‌های پایانی زندگی خود را به فعالیتهای فمینیستی گذراند. در سالهای پایانی او به سرطان سینه مبتلا شد و بعدها بیماری قلبی نیز گرفت. او در ۳۱ مارس ۱۹۹۸ از دنیا رفت.